# Орлов, Иван Ефимович
Ива́н Ефи́мович Орло́в (1 октября 1886, Галич — 1936) — русский философ, предшественник релевантной и других подструктурных логик, пионер параконсистентного направления в логике, промышленный химик. Дата его смерти неизвестна, но вероятнее всего, датируется 1936—1937 годом.

## Образование и научная карьера
И. Е. Орлов обучался на физико-математическом факультете Московского университета. Его академическая карьера началась в 1916 году с публикацией нескольких статей о методе индуктивных умозаключений и математической индукции в журнале «Вопросы философии и психологии». В следующие семь лет он не опубликовал ни одной работы: что неудивительно, учитывая политическое и социальное состояние страны. В 1920-х годах он сотрудничал в секции Естественных и точных наук отдела методологии в новосозданной Коммунистической академии, а также служил в химико-фармацевтическом институте.
В 1923 году Орлов возобновил научную работу с чрезвычайной энергией. Большинство его статей публиковались в ведущих советских журналах — «Под знаменем марксизма», «Красная новь», «Воинствующий материалист» и т. п., — будучи, как следствие, крайне идеологизированы. В своих работах он основывался на философии математики и логике, в частности — на марксистской диалектической логике. В сфере его интересов были теория вероятности, релятивистская физика, психология, музыкальная акустика и химические технологии (потенциометрия, титриметрический анализ).
Его внелогические интересы и работы, эволюция его интересов, а также мотивы, стоявшие за решением прекратить занятия философией и логикой, к сожалению, неизвестны. Так как в дискуссиях того времени Орлов примыкал к т. н. механистам, будет обоснованным предположение, что он сосредоточился на химических исследованиях после идеологического разгрома «механицизма», чтобы избежать идеологической критики и преследований.
Обстоятельства смерти И. Е. Орлова также остаются пока неизвестными. В предисловии к книге «Методы анализа рапы буровых вод и контроль производства йода и брома» в августе 1938 г. А. П. Снесарев замечает, что автор не успел завершить работу над рукописью. Последняя публикация И. Е. Орлова относится к 1935 году. Отсюда можно заключить, что, вероятнее всего, ученый скончался в 1936—1937 годах, и скорее всего, не подвергался репрессиям: в противном случае в 1939 г. публикация его работ в СССР были бы невероятны.
Некоторые документальные свидетельства говорят о том, что скончался он 13 октября 1936 г.

## Логика
Анализируя развитие естественных наук, И. Е. Орлов стремился раскрыть их специфическую «логику». Согласно Орлову, законы мысли должны рассматриваться как формальные правила, подчиненные законам тождества и противоречия (отметим, что во время написания этих работ ещё не состоялось открытие естественного вывода, исчисления секвенций и семантических таблиц). Необходимо исследовать семантическое отношение между антецедентом и консеквентом. Главное «противоречие логики» проявляется в связи предпосылки и следствия, и если мы настаиваем на том, что следствие — необходимое условие посылки, то тогда, согласно Орлову, неизбежно появляется необходимость в нетрадиционной, не-аристотелевской логике, диалектической по своей природе.

### Исчисление совместности предложений, релевантная логика, подструктурные логики
Единственная работа И.Е, Орлова, целиком выполненная в духе математической логики без идеологического обрамления, — «Исчисление совместности предложений», — была опубликована в 1928 г. в «Математическом сборнике», где печатались ведущие отечественные математики. В своей попытке аксиоматизировать идею релевантности он впервые в мире попытался связать интуиционистскую логику с модальной (Попов, 1986. С. 97) путем добавления к оригинальному исчислению совместности предложений оператора необходимости, типичного для модальной системы S4.

Орлов по существу оперирует интенсиональной конъюнкцией и интенсиональной дизъюнкцией, хотя в его статье непосредственно речь идет об импликации и отрицании. Орлов стремится сохранить закон исключенного третьего, хотя оценивает свою работу как определенное развитие некоторых приемов и методов, введенных сторонниками интуиционизма. Он тщательно анализирует работы Л.Брауэра и пытается осмыслить истолкование импликации Дж. Пеано, А.Уайтхедом, Б.Расселом и В.Аккерманом. К.Дошен замечает: 
«аксиоматизация релевантной логики появилась в одно и то же время, когда была предложена аксиоматизация интуиционистской логики… Но это не единственное достижение Орлова. Он также предвосхищает модальное погружение систем с интуиционистским отрицанием в системы типа S4 с классическим отрицанием (под модальным погружением понимается погружение, которое помещает оператор необходимости перед подформулами немодальных формул)… Орлов вплотную подошел к построению систем S4, но добавил соответствующие постулаты к релевантной логике, а не логике классической».
Тем самым Орлов предвосхищает работы Курта Геделя 1933 года и, главное, Оскара Беккера 1930 года, которому, собственно, и приписывают заслугу построения системы S4 (см.: там же. P. 349).
И. Е. Орлов строит свое исчисление на следующих аксиомах:
а → ¬¬а (Аксиома 1);
¬¬а → а (Аксиома 2);
а → а•а, где а•а = ¬(а → ¬а) (Аксиома 3);
41 (а → b) → (¬b → ¬a) (Аксиома 4);
{a → (b → c)} → {b → (a → c)} (Аксиома 5);
(а → с) → {(a → b) → (a → c)} (Аксиома 6).
Аксиома 7, которую вводит Орлов (Орлов, 1928 а. С. 266), он не считает «формальной»: «аксиомы, а также предложения, выведенные из аксиом, могут быть опущены в составе символических формул, если они служат посылками каких-либо выводов», на самом деле эта аксиома эквивалентна правилу modus ponens.
Обсуждая замысел интуиционизма, Орлов вводит оператор «доказуемости», обозначаемый как Ф(а), и расширяет список аксиом:
Ф(а) → а (Аксиома 8); Ф(а) → Ф(Ф(а)) (Аксиома 9);
Ф(а → b) → {Ф(а) → Ф(b)} (Аксиома 10).

Именно здесь им по существу формулируется система S4. Он заключает, что исчисление совместности предложений позволяет производить операции не только непосредственно над предложе- ниями a, b, c…, но и над их функциями типа Ф(а). 
«Введение указанных функций в классическую математическую логику, — замечает Орлов, — невозможно, так как интерпретация понятия „следовать“ как материального вывода лишает смысла все выражения, доказанные для введенных нами функций… а при построении схем трансфинитных заключений не осталось бы иного пути, кроме как отрицания „tertium non datur“» (там же. С. 286). 
Весьма естественное истолкование идей Орлова и истории их возникновения достигается в подструктурных логиках, включающих в себя интуицинистскую, релевантную, линейную и т. д. логики. Все эти логики получаются путем ограничения структурных правил в системе натурального вывода Генцена.
По-видимому, впервые на логические идеи И. Е. Орлова обратил внимание в 1962 г. А. А. Зиновьев, когда соответствующие идеи уже были высказаны независимо другими мыслителями (например, теория «лямбда-исчислений» Алонзо Черча, 1951 г.). Вместе с тем, стоит отметить, что, по крайней мере, есть свидетельства, что Алонзо Чёрч был знаком с работами И. Е. Попова и даже рецензировал некоторые его статьи. В СССР на связь этих идей с релевантной логикой впервые указал в 1978 г. В. М. Попов (Попов, 1978. C. 118; см. также: Попов, 1986).
Орлов жестко полемизировал с ленинско-марксистских позиций с теорией множеств Георга Кантора, теорией относительности Эйнштейна (будучи сторонником теории эфира) и гелиобиологией А. Л. Чижевского. Его полемика с А. Н. Щукарёвым явилась предвестником последующих дискуссий об «искусственном интеллекте».

## Химические технологии
Около 1928 года Орлов перестал публиковать работы по логике и философии. Он сосредоточил усилия на конкретно-научной проблематике: промышленном использовании химии, в частности на производстве брома и йода. Также он переводил немецкие работы Э. Мюллера, Ф. Гана, О. Томичека по химии на русский язык.

### 1914
- Основные формулы принципа относительности с точки зрения классической механики // Журнал русского физико-химического общества. Часть физическая. Т. 46, вып. 4. С. 163—175.

### 1916
- Реализм в естествознании и индуктивный метод // Вопросы философии и психологии. Кн. 131. С. 1-35.
- Об индуктивном доказательстве // Вопросы философии и психологии. Кн. 135. С. 356—388.

### 1923
- Рец. на кн.: Борель Э. Случай. М.: Гостехиздат, 1923 // Под знаменем марксизма. № 10. С. 260—264.
- «Чистая геометрия» и реальная действительность // Под знаменем марксизма. № 11-12. С. 213—219.
- Рец. на кн.: Оствальд В. Великий эликсир. М., 1923 // Там же. С. 312—314.
- Диалектика эксперимента // Вестник Соц. Академии. Кн. 6.

### 1924
- Существует ли актуальная бесконечность // Под знаменем марксизма. № 1. С. 136—147.
- Классическая физика и релятивизм // Под знаменем марксизма. № 3. С. 46-76.
- Рец. на кн.: Новые идеи в физике. Сб. 10. Л., 1924 // Там же. С. 291—292.
- Рец. на кн.: Менделеев. Великий русский химик. Прага. 1923 // Там же. С. 298—299.
- Рец. на кн.: W. Ostwald. Die Farbenlehre. Bd. I—V. Leipzig, 1920; Майзель С. О. Цвета и краски. Л., 1923 // Там же. С. 299—301.
- Химическое сродство и валентность по новейшим исследованиям // Под знаменем марксизма. № 4-5. С. 108—114.
- Рец. на кн.: Бергсон Анри. Длительность и одновременность (по поводу теории Эйнштейна). М., 1923 // Там же. С. 293—294.
- Логика формальная, естественнонаучная и диалектика // Под знаменем марксизма. № 6-7. С. 69-90.
- О законах случайных явлений // ПЗМ. № 8-9. С. 93-114. (Частично воспроизведена в кн.: На переломе. Философские дискуссии 20-х годов. М., Политиздат, 1990. С. 449—454).
- Рец. на кн.: Ферсман А. Е. Химические проблемы промышленности. Науч.-химич. изд-во. Л., 1924 // Там же. С. 312—314.
- Рец. на кн.: Чижевский А. Л. Физические факторы исторического процесса. Калуга, 1924 // Там же. С. 314—315.
- Научная деятельность Уильяма Томсона (Кальвина) // Под знаменем марксизма. 1924. № 10-11. С. 56-61.
- Рец. на кн.: Астон Ф. В. Изотопы. «Современные проблемы естествознания». Кн. 14. М., 1923; Новые идеи в химии. Сб. 9. Изотопы. Л., 1924 // Там же. С. 311—312.
- Математика и марксизм // Под знаменем марксизма. № 12. С. 86-99. 52
- Рец. на кн.: Сб. статей по вопросам физико-математических наук и их преподавания. Центральный физико-педагогический институт. Ред. А. И. Багинский и А. А. Максимов. Т. 1. М., 1924 // Там же. С.317-318.
- Что такое материя (эволюция понятия материи в физике) // Красная новь. № 4(21). С. 217—231.
- Материализм и развитие нравственности // Воинствующий материалист. Кн. 1. С. 53-80.

### 1925
- Логика естествознания. М.-Л., 1925. 195 С.
- Логика бесконечности и теория Г. Кантора // Под знаменем марксизма. № 3. С. 61-74.
- Логическое исчисление и традиционная логика // ППод знаменем марксизмаМ. № 4. С. 69-73.
- Новые вариации на старую тему // Воинствующий материалист. Кн. 2. С. 294—307.
- О принципах научного объяснения явлений // Воинствующий материалист. Кн. 3. С. 277—293.

### 1926
- Механика и диалектика в естествознании // Диалектика в природе. Сб. по марксистской методологии естествознания. № 2. Вологда. С. 109—125.
- Музыка и естествознание // Под знаменем марксизма. № 3. С. 193—206
- Теория случайности и диалектика (по поводу статьи Э. Кольмана) // Под знаменем марксизма. № 9-10. С. 195—201. (Частично воспроизведена в кн.: На переломе. Философские дискуссии 20-х годов. М., Политиздат, 1990. С. 442—449).
- О рационализации умственного труда // Под знаменем марксизма. № 12 С. 72-93.
- Опыты с катодным гармониумом Ржевкина // Сб. статей по музыкальной акустике. Гос. Инст. Музык. Науки. Вып. 1. М., 1925.
- Биения и их значение в новейшей музыке // Там же.

### 1928
- Исчисление совместности предложений // Математический сборник. Т. 35. Вып. 3-4. С.263-286.
- О диалектической тактике в естествознании // Сб. по марксистской методологии естествознания. № 3. Вологда. С. 148—163.
- Об объективном изучении синтетической деятельности мозга// Под знаменем марксизма. № 12. С. 179—195.

### 1931
- J.E. Orlow. Über die Bestimmung von Chlorspuren in Bromiden // Zeitschrf. analyt. Chem., Bd. 84, S. 185.
- Бюллетень Научно-исследовательского химико-фармацевтического инта. № 6

### 1933
- Потенциометрия. Сб. перев. статей. Вып. 24. М.-Л. 112 с. Предисловие. Теоретические основы потенциометрического титрирования. С. 5-21.
- О влиянии золей галоидного серебра на кривую потенциометрического титрования // Химико-фармацевтическая промышленность. № 4.

### 1934
- Ускоренный способ определения брома в рапе // Химико-фармацевтическая промышленность. № 6.
- I. E. Orlow. Eine Schwellmethod zur Bestimmung von Sulfat-Ionen mittels einer gekoppelten Austellung // Zeitschr. f. analyt. Chem. Bd. 8. S. 326.

### 1935
- Контроль производства йода // Химико-фармацевтическая промышленность. № 1. (Совместно с Кагановой).

### 1939
- Методы анализа рапы буровых вод и контроль производства йода и брома. М.-Л., 1939. 128 с.